# Voices in the Sky
Voices in the Sky är det finländska melodisk death metal-bandet Brymirs fjärde studioalbum, utgivet i augusti 2022 på Napalm Records, bandets första album på detta bolag. Albumet gavs även ut på vinyl.
Musikvideor spelades in till titelspåret, "Fly With Me" och "Seeds of Downfall". Därutöver producerades textvideor till "Herald of Aegir" och "Rift Between Us".
Voices in the Sky var bandets sista album med gitarristen Sean Haslam.

## Låtlista
1. "Voices in the Sky" – 4:40
2. "Forged in War" – 3:18
3. "Fly With Me" – 4:51
4. "Herald of Aegir" – 3:50
5. "Rift Between Us" – 6:02
6. "Landfall" – 3:36
7. "Borderland" – 3:47
8. "Far from Home" – 4:13
9. "Seeds of Downfall" – 3:53
10. "All as One" – 7:53
11. "Diabolis Interium" (Dark Funeral-cover) – 4:24

## Medverkande
Musiker
- Viktor Gullichsen – sång, orkestrering
- Joona Björkroth – gitarr
- Sean Haslam – gitarr
- Jarkko Niemi – basgitarr
- Patrik Fält – trummor

Bidragande musiker
- Antti Nieminen – sång

Produktion
- Viktor Gullichsen – producent, inspelningstekniker, mixning
- Joona Björkroth – inspelningstekniker, mixning
- Tony Lindgren – mastering
- Tuomas Valtanen – omslagskonst, layout
- Janica Lönn – foto